# Éliminatoires du Championnat d'Europe masculin de handball 2012

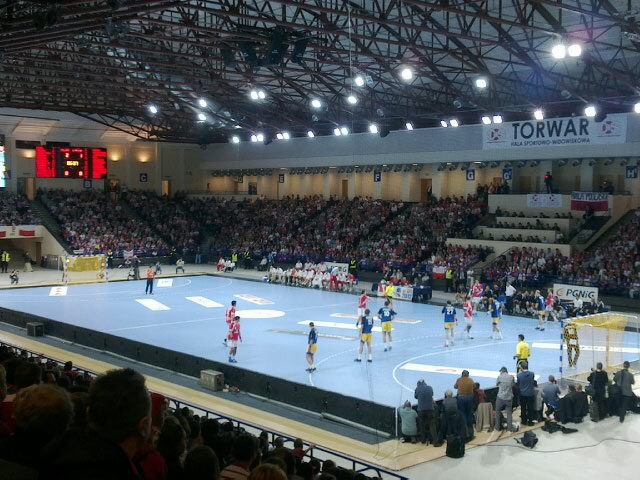
Qualifications du championnat d'Europe de handball masculin 2012 Pologne - Ukraine, Torwar Hall, Varsovie, 28 octobre 2010

Les qualifications du championnat d'Europe de handball masculin 2012 se déroulent en deux phases, entre octobre 2010 et juin 2011. La Serbie, pays organisateur, et la France, tenante du titre, qualifiées d'office, ne jouent pas ces qualifications.

## Chapeaux et tirages au sort

### Qualifications 1
| Chapeau 1               | Chapeau 2                | Chapeau 3               | Chapeau 4                          |
| ----------------------- | ------------------------ | ----------------------- | ---------------------------------- |
| Lettonie Israël Estonie | Italie Belgique Bulgarie | Finlande Turquie Chypre | Luxembourg Géorgie Grande-Bretagne |

### Qualifications 2
| Chapeau 1                                                | Chapeau 2                                                            | Chapeau 3                                                                    | Chapeau 4                                              |
| -------------------------------------------------------- | -------------------------------------------------------------------- | ---------------------------------------------------------------------------- | ------------------------------------------------------ |
| Croatie Danemark Pologne Allemagne Norvège Suède Hongrie | Espagne Islande Tchéquie Slovénie Russie Slovaquie Macédoine du Nord | Autriche Monténégro Biélorussie Ukraine Roumanie Bosnie-Herzégovine Pays-Bas | Portugal Suisse Grèce Lituanie Estonie Lettonie Israël |

## Première phase de qualification
Le premier de chaque poule est qualifié pour la seconde phase de qualification.

### Groupe 1
Les matchs se sont déroulés dans la Crystal Palace National Sports Centre à Londres du 10 au 12 juin 2010 :
| Équipe          | J | G | N | P | BM  | BE | DB  | Pts |
| --------------- | - | - | - | - | --- | -- | --- | --- |
| Estonie         | 3 | 3 | 0 | 0 | 100 | 72 | +28 | 6   |
| Chypre          | 3 | 1 | 1 | 1 | 81  | 79 | +2  | 3   |
| Grande-Bretagne | 3 | 1 | 0 | 2 | 75  | 91 | -16 | 2   |
| Bulgarie        | 3 | 0 | 1 | 2 | 79  | 93 | -14 | 1   |

### Groupe 2
Les matchs se sont déroulés dans le Palais des sports à Tbilissi du 11 au 13 juin 2010 :
| Équipe   | J | G | N | P | BM | BE | DB  | Pts |
| -------- | - | - | - | - | -- | -- | --- | --- |
| Lettonie | 3 | 2 | 0 | 1 | 82 | 79 | +3  | 4   |
| Finlande | 3 | 2 | 0 | 1 | 86 | 80 | +6  | 4   |
| Italie   | 3 | 2 | 0 | 1 | 97 | 95 | +2  | 4   |
| Géorgie  | 3 | 0 | 0 | 3 | 67 | 78 | -11 | 0   |

### Groupe 3
Les matchs se sont déroulés dans le Centre National Sportif et Culturel d'Coque à Luxembourg du 11 au 13 juin 2010 :
| Équipe     | J | G | N | P | BM  | BE | DB  | Pts |
| ---------- | - | - | - | - | --- | -- | --- | --- |
| Israël     | 3 | 3 | 0 | 0 | 100 | 80 | +28 | 6   |
| Turquie    | 3 | 2 | 1 | 1 | 88  | 86 | +2  | 4   |
| Belgique   | 3 | 1 | 0 | 2 | 89  | 96 | -16 | 2   |
| Luxembourg | 3 | 0 | 0 | 3 | 75  | 90 | -14 | 0   |

## Seconde phase de qualification
28 équipes participent à cette phase, réparties en 7 groupes de 4 équipes. Les deux premiers de chaque poule sont qualifiés pour le Championnat d'Europe 2012.
There were 28 teams participating at this phase. They were drawn into 7 groups of 4 teams with the first 2 in each group qualifying for the 2012 European Men's Handball Championship. The teams participating at this phase were:
- 14 équipes qualifiées grâce Championnat d'Europe 2010 :  Croatie,  Autriche,  Tchéquie,  Danemark,  Espagne,  Allemagne,  Hongrie,  Islande,  Norvège,  Pologne,  Slovénie,  Russie,  Suède,  Ukraine.
- 7 vainqueurs des groupes de qualification pour le Championnat du monde 2011 :  Grèce,  Lituanie,  Pays-Bas,  Portugal,  Roumanie,  Suisse,  Slovaquie.
- 4 équipes suivant leur classement selon l'EHF :  Macédoine du Nord,  Monténégro,  Biélorussie,  Bosnie-Herzégovine.
- les 3 équipes issues de la première phase de qualification :  Estonie,  Israël,  Lettonie

### Groupe 1
|   | Équipe             | Pts | J | G | N | P | Bp  | Bc  | Diff |
| - | ------------------ | --- | - | - | - | - | --- | --- | ---- |
| 1 | Hongrie            | 12  | 6 | 6 | 0 | 0 | 171 | 130 | 41   |
| 2 | Macédoine du Nord  | 7   | 6 | 3 | 1 | 2 | 162 | 155 | 7    |
| 3 | Estonie            | 4   | 6 | 2 | 0 | 4 | 154 | 176 | -22  |
| 4 | Bosnie-Herzégovine | 1   | 6 | 0 | 1 | 5 | 134 | 159 | -25  |

| 27 octobre 2010 17h15 | Macédoine du Nord | 30 – 25 | Estonie    | SRC Kale, Skopje Affluence : 1 500 Arbitrage : Karlubik, Struhar |
| 27 octobre 2010 17h15 | K. Lazarov 7      | (16–10) | Pinnonen 7 | SRC Kale, Skopje Affluence : 1 500 Arbitrage : Karlubik, Struhar |
| 27 octobre 2010 17h15 | ×3 ×6             | Rapport | ×3 ×5      | SRC Kale, Skopje Affluence : 1 500 Arbitrage : Karlubik, Struhar |

| 28 octobre 2010 18h00 | Hongrie         | 26 – 17 | Bosnie-Herzégovine | Arena Savaria, Szombathely Affluence : 2 000 Arbitrage : Horacek, Novotny |
| 28 octobre 2010 18h00 | Ilyés, Mocsai 5 | (10–9)  | Jaskic 6           | Arena Savaria, Szombathely Affluence : 2 000 Arbitrage : Horacek, Novotny |
| 28 octobre 2010 18h00 | ×3 ×2           | Rapport | ×3 ×2              | Arena Savaria, Szombathely Affluence : 2 000 Arbitrage : Horacek, Novotny |

| 31 octobre 2010 17h45 | Estonie          | 19 – 31 | Hongrie    | Mesikäpa Hall, Põlva Affluence : 800 Arbitrage : Kouz, Zhoba |
| 31 octobre 2010 17h45 | Järve, Patrail 4 | (9–14)  | Harsányi 8 | Mesikäpa Hall, Põlva Affluence : 800 Arbitrage : Kouz, Zhoba |
| 31 octobre 2010 17h45 | ×3 ×4            | Rapport | ×2 ×7      | Mesikäpa Hall, Põlva Affluence : 800 Arbitrage : Kouz, Zhoba |

| 31 octobre 2010 20:00 | Bosnie-Herzégovine | 28 – 28 | Macédoine du Nord | Dvorana Mirza Delibašić, Sarajevo Affluence : 3 000 Arbitrage : Dinu, Din |
| 31 octobre 2010 20:00 | Doborac, Terzić 6  | (15–13) | Alusovski 9       | Dvorana Mirza Delibašić, Sarajevo Affluence : 3 000 Arbitrage : Dinu, Din |
| 31 octobre 2010 20:00 | ×3 ×2 ×1           | Rapport | ×3                | Dvorana Mirza Delibašić, Sarajevo Affluence : 3 000 Arbitrage : Dinu, Din |

| 9 mars 2011 17h15 | Macédoine du Nord | 22 – 29 | Hongrie                    | Boris Trajkovski Sports Center, Skopje Affluence : 4 500 Arbitrage : Buy, Pichon |
| 9 mars 2011 17h15 | F. Lazarov 7      | (6–16)  | G. Iváncsik, T. Iváncsik 4 | Boris Trajkovski Sports Center, Skopje Affluence : 4 500 Arbitrage : Buy, Pichon |
| 9 mars 2011 17h15 | ×3 ×4             | Rapport | ×3 ×4                      | Boris Trajkovski Sports Center, Skopje Affluence : 4 500 Arbitrage : Buy, Pichon |

| 9 mars 2011 17h45 | Estonie    | 35 – 30 | Bosnie-Herzégovine  | Mesikäpa Hall, Põlva Affluence : 800 Arbitrage : Togstad, Kristiansen |
| 9 mars 2011 17h45 | Patrail 10 | (16–13) | Djukić, Harmandić 5 | Mesikäpa Hall, Põlva Affluence : 800 Arbitrage : Togstad, Kristiansen |
| 9 mars 2011 17h45 | ×3 ×5      | Rapport | ×2 ×3 ×1            | Mesikäpa Hall, Põlva Affluence : 800 Arbitrage : Togstad, Kristiansen |

| 12 mars 2011 17h15 | Bosnie-Herzégovine | 21 – 23 | Estonie   | Sport Centre Mladost, Visoko Affluence : 1 500 Arbitrage : Stenrand, Birch |
| 12 mars 2011 17h15 | Prce 5             | (9–11)  | Patrail 7 | Sport Centre Mladost, Visoko Affluence : 1 500 Arbitrage : Stenrand, Birch |
| 12 mars 2011 17h15 | ×2 ×5              | Rapport | ×3 ×4     | Sport Centre Mladost, Visoko Affluence : 1 500 Arbitrage : Stenrand, Birch |

| 13 mars 2011 16h45 | Hongrie           | 29 – 26 | Macédoine du Nord | Veszprém Aréna, Veszprém Affluence : 4 500 Arbitrage : Fleisch, Rieber |
| 13 mars 2011 16h45 | Harsányi, Ilyés 6 | (16–13) | F. Lazarov 7      | Veszprém Aréna, Veszprém Affluence : 4 500 Arbitrage : Fleisch, Rieber |
| 13 mars 2011 16h45 | ×3 ×4             | Rapport | ×3                | Veszprém Aréna, Veszprém Affluence : 4 500 Arbitrage : Fleisch, Rieber |

| 8 juin 2011 20:00 | Estonie              | 25 – 31 | Macédoine du Nord | Mesikäpa Hall, Põlva Affluence : 600 Arbitrage : Pedersen, Mortensen |
| 8 juin 2011 20:00 | Jaanimaa, Pinnonen 5 | (8–14)  | K. Lazarov 10     | Mesikäpa Hall, Põlva Affluence : 600 Arbitrage : Pedersen, Mortensen |
| 8 juin 2011 20:00 | ×3 ×2 ×1             | Rapport | ×3 ×5             | Mesikäpa Hall, Põlva Affluence : 600 Arbitrage : Pedersen, Mortensen |

| 8 juin 2011 20:15 | Bosnie-Herzégovine | 19 – 22 | Hongrie    | Sport Centre Mladost, Visoko Affluence : 1 500 Arbitrage : Brunovsky, Canda |
| 8 juin 2011 20:15 | Kelečević 6        | (9–11)  | Császár 10 | Sport Centre Mladost, Visoko Affluence : 1 500 Arbitrage : Brunovsky, Canda |
| 8 juin 2011 20:15 | ×3 ×4              | Rapport | ×2 ×4      | Sport Centre Mladost, Visoko Affluence : 1 500 Arbitrage : Brunovsky, Canda |

| 12 juin 2011 12h15 | Hongrie  | 34 – 27 | Estonie   | Gyöngyösi Sportcsarnok, Gyöngyös Affluence : 1 600 Arbitrage : Chaskis, Tsakonas |
| 12 juin 2011 12h15 | Halász 9 | (17–19) | Patrail 9 | Gyöngyösi Sportcsarnok, Gyöngyös Affluence : 1 600 Arbitrage : Chaskis, Tsakonas |
| 12 juin 2011 12h15 | ×2 ×5    | Rapport | ×3 ×4     | Gyöngyösi Sportcsarnok, Gyöngyös Affluence : 1 600 Arbitrage : Chaskis, Tsakonas |

| 12 juin 2011 20:15 | Macédoine du Nord | 25 – 19 | Bosnie-Herzégovine | Boris Trajkovski Sports Center, Skopje Affluence : 9 000 Arbitrage : Bashmak, Frolov |
| 12 juin 2011 20:15 | Lazarov 6         | (12–7)  | Stojanovic 6       | Boris Trajkovski Sports Center, Skopje Affluence : 9 000 Arbitrage : Bashmak, Frolov |
| 12 juin 2011 20:15 | ×2 ×3             | Rapport | ×3 ×5              | Boris Trajkovski Sports Center, Skopje Affluence : 9 000 Arbitrage : Bashmak, Frolov |

### Groupe 2
|   | Équipe   | Pts | J | G | N | P | Bp  | Bc  | Diff |
| - | -------- | --- | - | - | - | - | --- | --- | ---- |
| 1 | Croatie  | 12  | 6 | 6 | 0 | 0 | 168 | 137 | 31   |
| 2 | Espagne  | 8   | 6 | 4 | 0 | 2 | 174 | 125 | 49   |
| 3 | Lituanie | 4   | 6 | 2 | 0 | 4 | 129 | 151 | -22  |
| 4 | Roumanie | 0   | 6 | 0 | 0 | 6 | 138 | 186 | -48  |

| 27 octobre 2010 20:30 | Espagne  | 33 – 17 | Lituanie         | Pabellon Lalín Arena, Lalín Affluence : 2 500 Arbitrage : Badura, Ondogrecula |
| 27 octobre 2010 20:30 | Romero 7 | (17–5)  | Grosas, Svedas 3 | Pabellon Lalín Arena, Lalín Affluence : 2 500 Arbitrage : Badura, Ondogrecula |
| 27 octobre 2010 20:30 | ×2 ×3    | Rapport | ×3 ×4            | Pabellon Lalín Arena, Lalín Affluence : 2 500 Arbitrage : Badura, Ondogrecula |

| 28 octobre 2010 20:00 | Croatie   | 34 – 22 | Roumanie  | Skolska Sportska Dvorana, Karlovac Affluence : 2 800 Arbitrage : Brunovsky, Canda |
| 28 octobre 2010 20:00 | Kopljar 7 | (16–11) | Ghionea 7 | Skolska Sportska Dvorana, Karlovac Affluence : 2 800 Arbitrage : Brunovsky, Canda |
| 28 octobre 2010 20:00 | ×3 ×1     | Rapport | ×3 ×1     | Skolska Sportska Dvorana, Karlovac Affluence : 2 800 Arbitrage : Brunovsky, Canda |

| 31 octobre 2010 18h00 | Lituanie      | 19 – 21 | Croatie | Siemens Arena, Vilnius Affluence : 1 600 Arbitrage : Abrahamsen, Kristiansen |
| 31 octobre 2010 18h00 | Malasinskas 4 | (10–8)  | Zrnić 5 | Siemens Arena, Vilnius Affluence : 1 600 Arbitrage : Abrahamsen, Kristiansen |
| 31 octobre 2010 18h00 | ×2 ×4         | Rapport | ×3      | Siemens Arena, Vilnius Affluence : 1 600 Arbitrage : Abrahamsen, Kristiansen |

| 31 octobre 2010 18h00 | Roumanie  | 20 – 35 | Espagne  | Sala Sporturilor Antonio Alexe, Oradea Affluence : 2 000 Arbitrage : Johanssen, Kliko |
| 31 octobre 2010 18h00 | Stamate 5 | (7–18)  | Romero 5 | Sala Sporturilor Antonio Alexe, Oradea Affluence : 2 000 Arbitrage : Johanssen, Kliko |
| 31 octobre 2010 18h00 | ×3        | Rapport | ×3       | Sala Sporturilor Antonio Alexe, Oradea Affluence : 2 000 Arbitrage : Johanssen, Kliko |

| 10 mars 2011 19h00 | Lituanie     | 24 – 23 | Roumanie  | Siemens Arena, Vilnius Affluence : 2 000 Arbitrage : Kavulic, Skruzny |
| 10 mars 2011 19h00 | Rackauskas 5 | (13–10) | Muresan 6 | Siemens Arena, Vilnius Affluence : 2 000 Arbitrage : Kavulic, Skruzny |
| 10 mars 2011 19h00 | ×3 ×6        | Rapport | ×2 ×4     | Siemens Arena, Vilnius Affluence : 2 000 Arbitrage : Kavulic, Skruzny |

| 10 mars 2011 20:30 | Espagne                                 | 24 – 26 | Croatie   | Quijote Arena, Ciudad Real Affluence : 5 100 Arbitrage : Methe, Methe |
| 10 mars 2011 20:30 | Garcia Parrondo, Guardiola Villaplana 5 | (9–8)   | Duvnjak 6 | Quijote Arena, Ciudad Real Affluence : 5 100 Arbitrage : Methe, Methe |
| 10 mars 2011 20:30 | ×3 ×1                                   | Rapport | ×3 ×1     | Quijote Arena, Ciudad Real Affluence : 5 100 Arbitrage : Methe, Methe |

| 13 mars 2011 17h45 | Croatie   | 23 – 21 | Espagne    | Spaladium Arena, Split Affluence : 12 000 Arbitrage : Horacek, Novotny |
| 13 mars 2011 17h45 | Vuković 5 | (15–12) | Cañellas 4 | Spaladium Arena, Split Affluence : 12 000 Arbitrage : Horacek, Novotny |
| 13 mars 2011 17h45 | ×3 ×2     | Rapport | ×3 ×2      | Spaladium Arena, Split Affluence : 12 000 Arbitrage : Horacek, Novotny |

| 13 mars 2011 18h30 | Roumanie | 25 – 27 | Lituanie            | the Sala Sporturilor, Constanţa Affluence : 1 100 Arbitrage : Buache, Meyer |
| 13 mars 2011 18h30 | Novanc 6 | (11–13) | Cepulis, Strazdas 5 | the Sala Sporturilor, Constanţa Affluence : 1 100 Arbitrage : Buache, Meyer |
| 13 mars 2011 18h30 | ×3 ×2    | Rapport | ×3 ×2               | the Sala Sporturilor, Constanţa Affluence : 1 100 Arbitrage : Buache, Meyer |

| 8 juin 2011 20:00 | Roumanie  | 25 – 30 | Croatie | Polivalent Hall Drobeta, Drobeta-Turnu Severin Affluence : 1 700 Arbitrage : Zotin, Volodkov |
| 8 juin 2011 20:00 | Florea 11 | (14–14) | Čupić 9 | Polivalent Hall Drobeta, Drobeta-Turnu Severin Affluence : 1 700 Arbitrage : Zotin, Volodkov |
| 8 juin 2011 20:00 | ×3        | Rapport | ×3 ×2   | Polivalent Hall Drobeta, Drobeta-Turnu Severin Affluence : 1 700 Arbitrage : Zotin, Volodkov |

| 9 juin 2011 19h00 | Lituanie     | 16 – 25 | Espagne    | Siemens Arena, Vilnius Affluence : 2 000 Arbitrage : Nielsen, Lorentzen |
| 9 juin 2011 19h00 | Drevinskas 4 | (6–11)  | Parrondo 5 | Siemens Arena, Vilnius Affluence : 2 000 Arbitrage : Nielsen, Lorentzen |
| 9 juin 2011 19h00 | ×3 ×7 ×1     | Rapport | ×2 ×3      | Siemens Arena, Vilnius Affluence : 2 000 Arbitrage : Nielsen, Lorentzen |

| 12 juin 2011 18h00 | Croatie | 34 – 26 | Lituanie      | Žatika Sport Centre, Poreč Affluence : 2 300 Arbitrage : Erdogan, Özdeniz |
| 12 juin 2011 18h00 | Čupić 9 |         | Malašinskas 7 | Žatika Sport Centre, Poreč Affluence : 2 300 Arbitrage : Erdogan, Özdeniz |
| 12 juin 2011 18h00 | ×3      | Rapport | ×3            | Žatika Sport Centre, Poreč Affluence : 2 300 Arbitrage : Erdogan, Özdeniz |

| 12 juin 2011 18h00 | Espagne  | 36 – 23 | Roumanie | Polideportivo Municipal "Aguas Vivas", Guadalajara Affluence : 1 700 Arbitrage : Kohout, Novak |
| 12 juin 2011 18h00 | García 6 | (18–11) | Stan 7   | Polideportivo Municipal "Aguas Vivas", Guadalajara Affluence : 1 700 Arbitrage : Kohout, Novak |
| 12 juin 2011 18h00 | ×3       | Rapport | ×3 ×4    | Polideportivo Municipal "Aguas Vivas", Guadalajara Affluence : 1 700 Arbitrage : Kohout, Novak |

### Groupe 3
|   | Équipe   | Pts | J | G | N | P | Bp  | Bc  | Diff |
| - | -------- | --- | - | - | - | - | --- | --- | ---- |
| 1 | Pologne  | 9   | 6 | 4 | 1 | 1 | 172 | 147 | 25   |
| 2 | Slovénie | 8   | 6 | 4 | 0 | 2 | 194 | 179 | 15   |
| 3 | Portugal | 5   | 6 | 2 | 1 | 3 | 164 | 165 | -1   |
| 4 | Ukraine  | 2   | 6 | 1 | 0 | 5 | 143 | 182 | -39  |

| 27 octobre 2010 20:15 | Slovénie       | 34 – 31 | Portugal | Zlatorog Arena, Celje Affluence : 1 200 Arbitrage : Zotin, Volodkov |
| 27 octobre 2010 20:15 | Gajić, Natek 9 | (17–14) | Solha 7  | Zlatorog Arena, Celje Affluence : 1 200 Arbitrage : Zotin, Volodkov |
| 27 octobre 2010 20:15 | ×3 ×6          | Rapport | ×3 ×4    | Zlatorog Arena, Celje Affluence : 1 200 Arbitrage : Zotin, Volodkov |

| 28 octobre 2010 17h00 | Pologne         | 23 – 15 | Ukraine                   | Halle Torwar, Varsovie Affluence : 4 800 Arbitrage : Nikolic, Stojkovic |
| 28 octobre 2010 17h00 | trois joueurs 3 | (11–7)  | Onufryienko, Ostroushko 4 | Halle Torwar, Varsovie Affluence : 4 800 Arbitrage : Nikolic, Stojkovic |
| 28 octobre 2010 17h00 | ×3              | Rapport | ×3 ×4                     | Halle Torwar, Varsovie Affluence : 4 800 Arbitrage : Nikolic, Stojkovic |

| 31 octobre 2010 17h00 | Portugal | 27 – 27 | Pologne   | Portimão Arena, Portimão Affluence : 1 500 Arbitrage : Nielsen, Lorentzen |
| 31 octobre 2010 17h00 | Solha 10 | (17–12) | Jurecki 5 | Portimão Arena, Portimão Affluence : 1 500 Arbitrage : Nielsen, Lorentzen |
| 31 octobre 2010 17h00 | ×2 ×3    | Rapport | ×3        | Portimão Arena, Portimão Affluence : 1 500 Arbitrage : Nielsen, Lorentzen |

| 31 octobre 2010 17h00 | Ukraine    | 25 – 31 | Slovénie | Citysporthall, Zaporizhia Affluence : 2 000 Arbitrage : Herczeg, Südi |
| 31 octobre 2010 17h00 | Shevelev 6 | (15–17) | Gajic 11 | Citysporthall, Zaporizhia Affluence : 2 000 Arbitrage : Herczeg, Südi |
| 31 octobre 2010 17h00 | ×3 ×4      | Rapport | ×3 ×5    | Citysporthall, Zaporizhia Affluence : 2 000 Arbitrage : Herczeg, Südi |

| 9 mars 2011 20:15 | Slovénie | 30 – 28 | Pologne      | Arena Stožice, Ljubljana Affluence : 12 500 Arbitrage : Gjeding, Hansen |
| 9 mars 2011 20:15 | Gajić 8  | (14–14) | Tłuczyński 6 | Arena Stožice, Ljubljana Affluence : 12 500 Arbitrage : Gjeding, Hansen |
| 9 mars 2011 20:15 | ×3 ×7    | Rapport | ×3 ×6        | Arena Stožice, Ljubljana Affluence : 12 500 Arbitrage : Gjeding, Hansen |

| 9 mars 2011 20:25 | Portugal  | 28 – 16 | Ukraine    | Moimenta da Beira Affluence : 1 200 Arbitrage : Mazeika, Gatelis |
| 9 mars 2011 20:25 | Pedroso 7 | (17–6)  | Shevelev 4 | Moimenta da Beira Affluence : 1 200 Arbitrage : Mazeika, Gatelis |
| 9 mars 2011 20:25 | ×3 ×4     | Rapport | ×2         | Moimenta da Beira Affluence : 1 200 Arbitrage : Mazeika, Gatelis |

| 12 mars 2011 14h30 | Pologne         | 32 – 27 | Slovénie | Centrum Rekreacyjno-Sportowe, Zielona Góra Affluence : 5 100 Arbitrage : Dentz, Reibel |
| 12 mars 2011 14h30 | trois joueurs 6 | (15–14) | Natek 8  | Centrum Rekreacyjno-Sportowe, Zielona Góra Affluence : 5 100 Arbitrage : Dentz, Reibel |
| 12 mars 2011 14h30 | ×3 ×6           | Rapport | ×3 ×5    | Centrum Rekreacyjno-Sportowe, Zielona Góra Affluence : 5 100 Arbitrage : Dentz, Reibel |

| 13 mars 2011 17h00 | Ukraine                  | 29 – 25 | Portugal  | Palais des sports Yunost, Zaporijia Affluence : 2 000 Arbitrage : Mäkinen, Jonsson |
| 13 mars 2011 17h00 | Krivchikov, Ostroushko 6 | (16–15) | Tavares 7 | Palais des sports Yunost, Zaporijia Affluence : 2 000 Arbitrage : Mäkinen, Jonsson |
| 13 mars 2011 17h00 | ×3 ×2                    | Rapport | ×3        | Palais des sports Yunost, Zaporijia Affluence : 2 000 Arbitrage : Mäkinen, Jonsson |

| 8 juin 2011 18h00 | Ukraine | 26 – 32 | Pologne   | Palais des sports Yunost, Zaporijia Affluence : 1 200 Arbitrage : Nikolov, Nachevski |
| 8 juin 2011 18h00 | Burka 7 | (13–14) | Jurecki 6 | Palais des sports Yunost, Zaporijia Affluence : 1 200 Arbitrage : Nikolov, Nachevski |
| 8 juin 2011 18h00 | ×3 ×4   | Rapport | ×3 ×2     | Palais des sports Yunost, Zaporijia Affluence : 1 200 Arbitrage : Nikolov, Nachevski |

| 8 juin 2011 20:25 | Portugal   | 31 – 29 | Slovénie | Nave de Espinho, Espinho Affluence : 2 500 Arbitrage : Geipel, Helbig |
| 8 juin 2011 20:25 | Carneiro 8 | (14–13) | Natek 7  | Nave de Espinho, Espinho Affluence : 2 500 Arbitrage : Geipel, Helbig |
| 8 juin 2011 20:25 | ×3         | Rapport | ×3 ×2    | Nave de Espinho, Espinho Affluence : 2 500 Arbitrage : Geipel, Helbig |

| 12 juin 2011 14h45 | Pologne      | 30 – 22 | Portugal         | Hala Arena, Poznań Affluence : 4 500 Arbitrage : Leifsson, Palsson |
| 12 juin 2011 14h45 | Tłuczyński 8 | (14–11) | quatre joueurs 3 | Hala Arena, Poznań Affluence : 4 500 Arbitrage : Leifsson, Palsson |
| 12 juin 2011 14h45 | ×3 ×5        | Rapport | ×3 ×4            | Hala Arena, Poznań Affluence : 4 500 Arbitrage : Leifsson, Palsson |

| 12 juin 2011 16h30 | Slovénie | 43 – 32 | Ukraine                 | Arena Stožice, Ljubljana Affluence : 5 000 Arbitrage : Stolarovs, Licis |
| 12 juin 2011 16h30 | Gajić 9  | (22–16) | Mankovsky, Ostroushko 6 | Arena Stožice, Ljubljana Affluence : 5 000 Arbitrage : Stolarovs, Licis |
| 12 juin 2011 16h30 | ×3 ×4    | Rapport | ×2 ×7                   | Arena Stožice, Ljubljana Affluence : 5 000 Arbitrage : Stolarovs, Licis |

### Groupe 4
|   | Équipe     | Pts | J | G | N | P | Bp  | Bc  | Diff |
| - | ---------- | --- | - | - | - | - | --- | --- | ---- |
| 1 | Suède      | 10  | 6 | 5 | 0 | 1 | 176 | 144 | 32   |
| 2 | Slovaquie  | 10  | 6 | 5 | 0 | 1 | 184 | 144 | 40   |
| 3 | Monténégro | 2   | 6 | 1 | 0 | 5 | 161 | 196 | -35  |
| 4 | Israël     | 2   | 6 | 1 | 0 | 5 | 152 | 189 | -37  |

| 27 octobre 2010 18h00 | Slovaquie    | 38 – 24 | Israël    | MŠK Považská Bystrica, Považská Bystrica Affluence : 1 400 Arbitrage : Chaskis, Tsakonas |
| 27 octobre 2010 18h00 | Straňovský 7 | (20–14) | Avraham 9 | MŠK Považská Bystrica, Považská Bystrica Affluence : 1 400 Arbitrage : Chaskis, Tsakonas |
| 27 octobre 2010 18h00 | ×3 ×4        | Rapport | ×3 ×4     | MŠK Považská Bystrica, Považská Bystrica Affluence : 1 400 Arbitrage : Chaskis, Tsakonas |

| 31 octobre 2010 18h00 | Monténégro            | 25 – 35 | Slovaquie    | Bar Affluence : 1 700 Arbitrage : Geipel, Helbig |
| 31 octobre 2010 18h00 | Rakcevic, Roganovic 5 | (13–19) | Straňovský 9 | Bar Affluence : 1 700 Arbitrage : Geipel, Helbig |
| 31 octobre 2010 18h00 | ×3 ×5                 | Rapport | ×3 ×5        | Bar Affluence : 1 700 Arbitrage : Geipel, Helbig |

| 31 octobre 2010 19h30 | Israël     | 28 – 32 | Suède      | Maccabi House Arena, Rishon LeZion Affluence : 700 Arbitrage : Chernega, Liudovyk |
| 31 octobre 2010 19h30 | Pomeranz 8 | (13–15) | Petersen 8 | Maccabi House Arena, Rishon LeZion Affluence : 700 Arbitrage : Chernega, Liudovyk |
| 31 octobre 2010 19h30 | ×3 ×4 ×1   | Rapport | ×2 ×10     | Maccabi House Arena, Rishon LeZion Affluence : 700 Arbitrage : Chernega, Liudovyk |

| 9 mars 2011 17h30 | Slovaquie | 23 – 21 | Suède   | Hant Arena, Bratislava Affluence : 3 300 Arbitrage : Zotin, Volodkov |
| 9 mars 2011 17h30 | Rabek 7   | (13–11) | Doder 5 | Hant Arena, Bratislava Affluence : 3 300 Arbitrage : Zotin, Volodkov |
| 9 mars 2011 17h30 | ×3 ×4     | Rapport | ×3      | Hant Arena, Bratislava Affluence : 3 300 Arbitrage : Zotin, Volodkov |

| 9 mars 2011 19h00 | Israël   | 29 – 24 | Monténégro   | Maccabi House Arena, Rishon LeZion Affluence : 700 Arbitrage : Pavel, State |
| 9 mars 2011 19h00 | Smoler 9 | (15–13) | Ševaljević 5 | Maccabi House Arena, Rishon LeZion Affluence : 700 Arbitrage : Pavel, State |
| 9 mars 2011 19h00 | ×3 ×6    | Rapport | ×3           | Maccabi House Arena, Rishon LeZion Affluence : 700 Arbitrage : Pavel, State |

| 13 mars 2011 18h00 | Monténégro | 36 – 27 | Israël   | Sportski Centar Nikšić, Nikšić Affluence : 2 500 Arbitrage : Kekes, Kekes |
| 13 mars 2011 18h00 | Melić 10   | (21–12) | Halifi 7 | Sportski Centar Nikšić, Nikšić Affluence : 2 500 Arbitrage : Kekes, Kekes |
| 13 mars 2011 18h00 | ×2 ×6      | Rapport | ×3 ×5    | Sportski Centar Nikšić, Nikšić Affluence : 2 500 Arbitrage : Kekes, Kekes |

| 13 mars 2011 18h10 | Suède     | 26 – 21 | Slovaquie | Hovet, Stockholm Affluence : 5 800 Arbitrage : San Jose, Murcia |
| 13 mars 2011 18h10 | Ekberg 11 | (12–9)  | Antl 5    | Hovet, Stockholm Affluence : 5 800 Arbitrage : San Jose, Murcia |
| 13 mars 2011 18h10 | ×3 ×7     | Rapport | ×2 ×7     | Hovet, Stockholm Affluence : 5 800 Arbitrage : San Jose, Murcia |

| 8 juin 2011 20:15 | Monténégro | 28 – 39 | Suède     | Sportski Centar Ada, Pljevlja Affluence : 1 500 Arbitrage : Hansen, Pettersen |
| 8 juin 2011 20:15 | Marković 8 | (17–19) | Ekberg 11 | Sportski Centar Ada, Pljevlja Affluence : 1 500 Arbitrage : Hansen, Pettersen |
| 8 juin 2011 20:15 | ×3 ×4      | Rapport | ×3 ×1     | Sportski Centar Ada, Pljevlja Affluence : 1 500 Arbitrage : Hansen, Pettersen |

| 9 juin 2011 19h00 | Israël     | 27 – 31 | Slovaquie    | Maccabi House Arena, Rishon LeZion Affluence : 800 Arbitrage : Nikolovski, Kolevski |
| 9 juin 2011 19h00 | Pomeranz 8 | (12–16) | Straňovský 6 | Maccabi House Arena, Rishon LeZion Affluence : 800 Arbitrage : Nikolovski, Kolevski |
| 9 juin 2011 19h00 | ×3         | Rapport | ×3 ×6        | Maccabi House Arena, Rishon LeZion Affluence : 800 Arbitrage : Nikolovski, Kolevski |

| 12 juin 2011 16h00 | Slovaquie | 36 – 21 | Monténégro | Steel Aréna, Košice Affluence : 8 100 Arbitrage : Gousko, Repkin |
| 12 juin 2011 16h00 | Antl 6    | (18–10) | Marković 6 | Steel Aréna, Košice Affluence : 8 100 Arbitrage : Gousko, Repkin |
| 12 juin 2011 16h00 | ×3 ×2     | Rapport | ×3 ×1      | Steel Aréna, Košice Affluence : 8 100 Arbitrage : Gousko, Repkin |

| 12 juin 2011 18h15 | Suède             | 28 – 17 | Israël             | Telenor Arena Karlskrona Affluence : 1 700 Arbitrage : Brkic, Jusufhodzic |
| 12 juin 2011 18h15 | Ekdahl Du Rietz 9 | (14–11) | Pomeranz, Smoler 5 | Telenor Arena Karlskrona Affluence : 1 700 Arbitrage : Brkic, Jusufhodzic |
| 12 juin 2011 18h15 | ×3 ×2             | Rapport | ×3 ×7              | Telenor Arena Karlskrona Affluence : 1 700 Arbitrage : Brkic, Jusufhodzic |

### Groupe 5
|   | Équipe    | Pts | J | G | N | P | Bp  | Bc  | Diff |
| - | --------- | --- | - | - | - | - | --- | --- | ---- |
| 1 | Allemagne | 9   | 6 | 4 | 1 | 1 | 192 | 150 | 42   |
| 2 | Islande   | 8   | 6 | 4 | 0 | 2 | 188 | 178 | 10   |
| 3 | Autriche  | 7   | 6 | 3 | 1 | 2 | 165 | 170 | -5   |
| 4 | Lettonie  | 0   | 6 | 0 | 0 | 6 | 140 | 187 | -47  |

| 27 octobre 2010 18h15 | Allemagne | 26 – 26 | Autriche   | EWS Arena, Göppingen Affluence : 5 200 Arbitrage : Andersen, Sodal |
| 27 octobre 2010 18h15 | Pfahl 7   | (6–14)  | Szilágyi 6 | EWS Arena, Göppingen Affluence : 5 200 Arbitrage : Andersen, Sodal |
| 27 octobre 2010 18h15 | ×3 ×2     | Rapport | ×3 ×7 ×1   | EWS Arena, Göppingen Affluence : 5 200 Arbitrage : Andersen, Sodal |

| 27 octobre 2010 19h40 | Islande      | 28 – 26 | Lettonie           | Laugardalshöll, Reykjavík Affluence : 2 300 Arbitrage : Buache, Meyer |
| 27 octobre 2010 19h40 | Stefánsson 6 | (14–13) | Vadzītis, Jurdžs 6 | Laugardalshöll, Reykjavík Affluence : 2 300 Arbitrage : Buache, Meyer |
| 27 octobre 2010 19h40 | ×3 ×4        | Rapport | ×3 ×7 ×1           | Laugardalshöll, Reykjavík Affluence : 2 300 Arbitrage : Buache, Meyer |

| 30 octobre 2010 20:20 | Autriche   | 28 – 23 | Islande       | Arena Nova, Wiener Neustadt Affluence : 3 000 Arbitrage : Muro San Jose, Rodriguez Murcia |
| 30 octobre 2010 20:20 | Szilágyi 7 | (12–11) | Stefánsson 11 | Arena Nova, Wiener Neustadt Affluence : 3 000 Arbitrage : Muro San Jose, Rodriguez Murcia |
| 30 octobre 2010 20:20 | ×3 ×8      | Rapport | ×3 ×6         | Arena Nova, Wiener Neustadt Affluence : 3 000 Arbitrage : Muro San Jose, Rodriguez Murcia |

| 31 octobre 2010 14h05 | Lettonie               | 18 – 36 | Allemagne        | Sports Centre Dobele, Dobele Affluence : 1 500 Arbitrage : Samuelsen, Hansen |
| 31 octobre 2010 14h05 | Lilienfelds, Straume 5 | (8–17)  | quatre joueurs 6 | Sports Centre Dobele, Dobele Affluence : 1 500 Arbitrage : Samuelsen, Hansen |
| 31 octobre 2010 14h05 | ×2 ×3                  | Rapport | ×3               | Sports Centre Dobele, Dobele Affluence : 1 500 Arbitrage : Samuelsen, Hansen |

| 9 mars 2011 19h35 | Lettonie    | 25 – 28 | Autriche     | Sports Centre Dobele, Dobele Affluence : 1 000 Arbitrage : Baranowski, Lemanowicz |
| 9 mars 2011 19h35 | Veršakovs 6 | (13–14) | Wilczynski 7 | Sports Centre Dobele, Dobele Affluence : 1 000 Arbitrage : Baranowski, Lemanowicz |
| 9 mars 2011 19h35 | ×3 ×5       | Rapport | ×3           | Sports Centre Dobele, Dobele Affluence : 1 000 Arbitrage : Baranowski, Lemanowicz |

| 9 mars 2011 19h45 | Islande       | 36 – 31 | Allemagne | Laugardalshöll, Reykjavík Affluence : 2 700 Arbitrage : Lopez, Ramirez |
| 9 mars 2011 19h45 | Sigurðsson 12 | (21–14) | Kraus 5   | Laugardalshöll, Reykjavík Affluence : 2 700 Arbitrage : Lopez, Ramirez |
| 9 mars 2011 19h45 | ×3 ×5         | Rapport | ×3 ×6     | Laugardalshöll, Reykjavík Affluence : 2 700 Arbitrage : Lopez, Ramirez |

| 12 mars 2011 20:25 | Autriche            | 34 – 24 | Lettonie    | Schwechat Affluence : 2 400 Arbitrage : Vodopivec, Krasna |
| 12 mars 2011 20:25 | Weber, Wilczynski 6 | (18–10) | Tuminskis 7 | Schwechat Affluence : 2 400 Arbitrage : Vodopivec, Krasna |
| 12 mars 2011 20:25 | ×2 ×4               | Rapport | ×3 ×4       | Schwechat Affluence : 2 400 Arbitrage : Vodopivec, Krasna |

| 13 mars 2011 17h45 | Allemagne | 39 – 28 | Islande         | Gerry Weber Stadion, Halle Affluence : 10 500 Arbitrage : Olesen, Pedersen |
| 13 mars 2011 17h45 | Hens 7    | (20–13) | trois joueurs 4 | Gerry Weber Stadion, Halle Affluence : 10 500 Arbitrage : Olesen, Pedersen |
| 13 mars 2011 17h45 | ×3 ×6     | Rapport | ×3 ×7           | Gerry Weber Stadion, Halle Affluence : 10 500 Arbitrage : Olesen, Pedersen |

| 8 juin 2011 19h35 | Lettonie | 25 – 29 | Islande      | Sports Centre Dobele, Dobele Affluence : 900 Arbitrage : Leandersson, Lindroos |
| 8 juin 2011 19h35 | Uščins 6 | (11–17) | Sigurðsson 8 | Sports Centre Dobele, Dobele Affluence : 900 Arbitrage : Leandersson, Lindroos |
| 8 juin 2011 19h35 | ×3 ×1    | Rapport | ×3 ×2        | Sports Centre Dobele, Dobele Affluence : 900 Arbitrage : Leandersson, Lindroos |

| 8 juin 2011 20:30 | Autriche     | 20 – 28 | Allemagne | OlympiaWorld Innsbruck, Innsbruck Affluence : 7 500 Arbitrage : Horaček, Novotny |
| 8 juin 2011 20:30 | Wilczynski 6 | (8–15)  | Hens 6    | OlympiaWorld Innsbruck, Innsbruck Affluence : 7 500 Arbitrage : Horaček, Novotny |
| 8 juin 2011 20:30 | ×3 ×6        | Rapport | ×3 ×5     | OlympiaWorld Innsbruck, Innsbruck Affluence : 7 500 Arbitrage : Horaček, Novotny |

| 12 juin 2011 15h00 | Allemagne         | 32 – 22 | Lettonie        | Trier Arena, Trèves Affluence : 4 550 Arbitrage : Pavicevic, Raznatovic |
| 12 juin 2011 15h00 | Klein, Sprenger 5 | (17–11) | trois joueurs 4 | Trier Arena, Trèves Affluence : 4 550 Arbitrage : Pavicevic, Raznatovic |
| 12 juin 2011 15h00 | ×3 ×1             | Rapport | ×3              | Trier Arena, Trèves Affluence : 4 550 Arbitrage : Pavicevic, Raznatovic |

| 12 juin 2011 16h30 | Islande                  | 44 – 29 | Autriche    | Laugardalshöll, Reykjavík Arbitrage : Dentz, Reibel |
| 12 juin 2011 16h30 | Pálmarsson, Sigurðsson 8 | (17–10) | Schlinger 8 | Laugardalshöll, Reykjavík Arbitrage : Dentz, Reibel |
| 12 juin 2011 16h30 | ×3                       | Rapport | ×3 ×1       | Laugardalshöll, Reykjavík Arbitrage : Dentz, Reibel |

### Groupe 6
|   | Équipe   | Pts | J | G | N | P | Bp  | Bc  | Diff |
| - | -------- | --- | - | - | - | - | --- | --- | ---- |
| 1 | Norvège  | 10  | 6 | 5 | 0 | 1 | 184 | 152 | 32   |
| 2 | Tchéquie | 8   | 6 | 4 | 0 | 2 | 178 | 147 | 31   |
| 3 | Grèce    | 5   | 6 | 2 | 1 | 3 | 156 | 172 | -16  |
| 4 | Pays-Bas | 1   | 6 | 0 | 1 | 5 | 155 | 202 | -47  |

| 27 octobre 2010 19h15 | Norvège  | 35 – 30 | Pays-Bas         | Haukelandshallen, Bergen Affluence : 3 700 Arbitrage : Rutkovskis, Dzerve |
| 27 octobre 2010 19h15 | Strand 9 | (17–15) | quatre joueurs 5 | Haukelandshallen, Bergen Affluence : 3 700 Arbitrage : Rutkovskis, Dzerve |
| 27 octobre 2010 19h15 | ×2 ×1    | Rapport | ×2 ×4            | Haukelandshallen, Bergen Affluence : 3 700 Arbitrage : Rutkovskis, Dzerve |

| 27 octobre 2010 20:10 | Tchéquie | 32 – 20 | Grèce                  | Sporthalle Novesta, Zlín Affluence : 1 800 Arbitrage : Stenrand, Birch |
| 27 octobre 2010 20:10 | Jicha 8  | (14–8)  | Chalkidis, Vaslikais 4 | Sporthalle Novesta, Zlín Affluence : 1 800 Arbitrage : Stenrand, Birch |
| 27 octobre 2010 20:10 | ×3 ×4    | Rapport | ×3                     | Sporthalle Novesta, Zlín Affluence : 1 800 Arbitrage : Stenrand, Birch |

| 30 octobre 2010 19h00 | Pays-Bas            | 25 – 33 | Tchéquie | Topsportcentrum Almere, Almere Affluence : 1 000 Arbitrage : Schaller, Wutzler |
| 30 octobre 2010 19h00 | Konitz, Sluijters 7 | (14–18) | Jicha 9  | Topsportcentrum Almere, Almere Affluence : 1 000 Arbitrage : Schaller, Wutzler |
| 30 octobre 2010 19h00 | ×3 ×7               | Rapport | ×2 ×4    | Topsportcentrum Almere, Almere Affluence : 1 000 Arbitrage : Schaller, Wutzler |

| 31 octobre 2010 15h00 | Grèce     | 25 – 32 | Norvège    | Xanthi Arena, Xanthi Affluence : 1 200 Arbitrage : Jurinovic, Mrvica |
| 31 octobre 2010 15h00 | Riganas 5 | (10–17) | Tvedten 11 | Xanthi Arena, Xanthi Affluence : 1 200 Arbitrage : Jurinovic, Mrvica |
| 31 octobre 2010 15h00 | ×2 ×1     | Rapport | ×3 ×2      | Xanthi Arena, Xanthi Affluence : 1 200 Arbitrage : Jurinovic, Mrvica |

| 9 mars 2011 17h00 | Tchéquie | 29 – 26 | Norvège          | Sporthalle Novesta, Zlín Affluence : 1 900 Arbitrage : Nikolov, Nachevski |
| 9 mars 2011 17h00 | Jicha 12 | (11–13) | Rambo, Tvedten 6 | Sporthalle Novesta, Zlín Affluence : 1 900 Arbitrage : Nikolov, Nachevski |
| 9 mars 2011 17h00 | ×3 ×5    | Rapport | ×3 ×2            | Sporthalle Novesta, Zlín Affluence : 1 900 Arbitrage : Nikolov, Nachevski |

| 9 mars 2011 19h00 | Grèce       | 30 – 23 | Pays-Bas       | DAK Kladisou Chanion, Chania Affluence : 2 000 Arbitrage : Andorka, Hucker |
| 9 mars 2011 19h00 | Chalkidis 7 | (14–12) | Lochtenbergh 8 | DAK Kladisou Chanion, Chania Affluence : 2 000 Arbitrage : Andorka, Hucker |
| 9 mars 2011 19h00 | ×3          | Rapport | ×3             | DAK Kladisou Chanion, Chania Affluence : 2 000 Arbitrage : Andorka, Hucker |

| 12 mars 2011 19h00 | Pays-Bas   | 30 – 30 | Grèce        | Topsportcentrum Rotterdam, Rotterdam Affluence : 1 100 Arbitrage : Cirligeanu, Bejinariu |
| 12 mars 2011 19h00 | Leenders 7 | (15–15) | Chalkidis 10 | Topsportcentrum Rotterdam, Rotterdam Affluence : 1 100 Arbitrage : Cirligeanu, Bejinariu |
| 12 mars 2011 19h00 | ×3 ×2      | Rapport | ×2 ×5        | Topsportcentrum Rotterdam, Rotterdam Affluence : 1 100 Arbitrage : Cirligeanu, Bejinariu |

| 13 mars 2011 19h10 | Norvège  | 24 – 22 | Tchéquie        | Stavanger Idrettshall, Stavanger Affluence : 5 200 Arbitrage : Krstic, Ljubic |
| 13 mars 2011 19h10 | Hansen 8 | (15–13) | Mráz, Sklenák 4 | Stavanger Idrettshall, Stavanger Affluence : 5 200 Arbitrage : Krstic, Ljubic |
| 13 mars 2011 19h10 | ×3 ×2    | Rapport | ×3 ×2           | Stavanger Idrettshall, Stavanger Affluence : 5 200 Arbitrage : Krstic, Ljubic |

| 8 juin 2011 18h30 | Grèce          | 26 – 24 | Tchéquie | Alexandreio Melathron, Thessalonique Affluence : 700 Arbitrage : Nikolic, Stojkovic |
| 8 juin 2011 18h30 | Papadopoulos 6 | (11–10) | Jícha 9  | Alexandreio Melathron, Thessalonique Affluence : 700 Arbitrage : Nikolic, Stojkovic |
| 8 juin 2011 18h30 | ×3             | Rapport | ×3       | Alexandreio Melathron, Thessalonique Affluence : 700 Arbitrage : Nikolic, Stojkovic |

| 8 juin 2011 19h30 | Pays-Bas            | 21 – 36 | Norvège | Sportcentrum Glanerbrook, Geleen Affluence : 1 000 Arbitrage : Samuelsen, Hansen |
| 8 juin 2011 19h30 | Leenders, Schmetz 4 | (10–19) | Rambo 9 | Sportcentrum Glanerbrook, Geleen Affluence : 1 000 Arbitrage : Samuelsen, Hansen |
| 8 juin 2011 19h30 | ×3 ×4               | Rapport | ×2      | Sportcentrum Glanerbrook, Geleen Affluence : 1 000 Arbitrage : Samuelsen, Hansen |

| 11 juin 2011 15h00 | Tchéquie | 38 – 26 | Pays-Bas | Aréna Sparta Podvinný Mlýn, Prague Affluence : 1 200 Arbitrage : Yudchyts, Kot |
| 11 juin 2011 15h00 | Horák 6  | (22–13) | Bult 5   | Aréna Sparta Podvinný Mlýn, Prague Affluence : 1 200 Arbitrage : Yudchyts, Kot |
| 11 juin 2011 15h00 | ×3 ×2    | Rapport | ×3       | Aréna Sparta Podvinný Mlýn, Prague Affluence : 1 200 Arbitrage : Yudchyts, Kot |

| 11 juin 2011 16h15 | Norvège   | 31 – 25 | Grèce       | Trondheim Spektrum, Trondheim Affluence : 1 700 Arbitrage : Eliasson, Gudjonsson |
| 11 juin 2011 16h15 | Lindboe 9 | (17–12) | Bakaoukas 7 | Trondheim Spektrum, Trondheim Affluence : 1 700 Arbitrage : Eliasson, Gudjonsson |
| 11 juin 2011 16h15 | ×2 ×4     | Rapport | ×3          | Trondheim Spektrum, Trondheim Affluence : 1 700 Arbitrage : Eliasson, Gudjonsson |

### Groupe 7
|   | Équipe      | Pts | J | G | N | P | Bp  | Bc  | Diff |
| - | ----------- | --- | - | - | - | - | --- | --- | ---- |
| 1 | Danemark    | 10  | 6 | 5 | 0 | 1 | 207 | 176 | 31   |
| 2 | Russie      | 10  | 6 | 5 | 0 | 1 | 202 | 185 | 17   |
| 3 | Biélorussie | 4   | 6 | 2 | 0 | 4 | 181 | 205 | -24  |
| 4 | Suisse      | 0   | 6 | 0 | 0 | 6 | 172 | 198 | -26  |

| 27 octobre 2010 19h00 | Russie       | 36 – 34 | Suisse     | Olimpiysky Sport Palace, Tchekhov Affluence : 1 500 Arbitrage : Baranowski, Lemanowicz |
| 27 octobre 2010 19h00 | Igropoulo 10 | (15–14) | Liniger 12 | Olimpiysky Sport Palace, Tchekhov Affluence : 1 500 Arbitrage : Baranowski, Lemanowicz |
| 27 octobre 2010 19h00 | ×3           | Rapport | ×3 ×7      | Olimpiysky Sport Palace, Tchekhov Affluence : 1 500 Arbitrage : Baranowski, Lemanowicz |

| 27 octobre 2010 20:15 | Danemark  | 41 – 33 | Biélorussie | Gigantium, Aalborg Affluence : 4 100 Arbitrage : Cvetko, Kavalar |
| 27 octobre 2010 20:15 | Hansen 10 | (20–13) | Pukhouski 9 | Gigantium, Aalborg Affluence : 4 100 Arbitrage : Cvetko, Kavalar |
| 27 octobre 2010 20:15 | ×3        | Rapport | ×3          | Gigantium, Aalborg Affluence : 4 100 Arbitrage : Cvetko, Kavalar |

| 31 octobre 2010 14h00 | Suisse   | 25 – 36 | Danemark         | Eulachhalle, Winterthour Affluence : 2 000 Arbitrage : Raluy Lopez, Sabroso Ramirez |
| 31 octobre 2010 14h00 | Schmid 6 | (14–19) | quatre joueurs 5 | Eulachhalle, Winterthour Affluence : 2 000 Arbitrage : Raluy Lopez, Sabroso Ramirez |
| 31 octobre 2010 14h00 | ×3 ×4    | Rapport | ×3               | Eulachhalle, Winterthour Affluence : 2 000 Arbitrage : Raluy Lopez, Sabroso Ramirez |

| 31 octobre 2010 15h00 | Biélorussie        | 32 – 39 | Russie              | Sportshall Victoria, Brest Affluence : 3 500 Arbitrage : Dobrovits, Tajok |
| 31 octobre 2010 15h00 | Baranau, Rutenka 7 | (18–9)  | Igropoulo, Ivanov 6 | Sportshall Victoria, Brest Affluence : 3 500 Arbitrage : Dobrovits, Tajok |
| 31 octobre 2010 15h00 | ×3 ×2              | Rapport | ×3 ×7               | Sportshall Victoria, Brest Affluence : 3 500 Arbitrage : Dobrovits, Tajok |

| 9 mars 2011 19h00 | Russie       | 31 – 27 | Danemark | Olimpiysky Sport Palace, Tchekhov Affluence : 2 500 Arbitrage : Nikolic, Stojkovic |
| 9 mars 2011 19h00 | Igropoulo 11 | (16–13) | Hansen 5 | Olimpiysky Sport Palace, Tchekhov Affluence : 2 500 Arbitrage : Nikolic, Stojkovic |
| 9 mars 2011 19h00 | ×3           | Rapport | ×3 ×2    | Olimpiysky Sport Palace, Tchekhov Affluence : 2 500 Arbitrage : Nikolic, Stojkovic |

| 9 mars 2011 20:00 | Suisse    | 31 – 34 | Biélorussie | Stäfa Affluence : 1 250 Arbitrage : Eliasson, Gudjonsson |
| 9 mars 2011 20:00 | Liniger 8 | (16–16) | Pukhouski 8 | Stäfa Affluence : 1 250 Arbitrage : Eliasson, Gudjonsson |
| 9 mars 2011 20:00 | ×3 ×6     | Rapport | ×3 ×7       | Stäfa Affluence : 1 250 Arbitrage : Eliasson, Gudjonsson |

| 12 mars 2011 20:15 | Danemark  | 36 – 29 | Russie    | Forum, Horsens Affluence : 3 300 Arbitrage : Kohout, Novak |
| 12 mars 2011 20:15 | Hansen 14 | (18–14) | Starykh 5 | Forum, Horsens Affluence : 3 300 Arbitrage : Kohout, Novak |
| 12 mars 2011 20:15 | ×3 ×4     | Rapport | ×2 ×5     | Forum, Horsens Affluence : 3 300 Arbitrage : Kohout, Novak |

| 13 mars 2011 15h00 | Biélorussie | 26 – 24 | Suisse            | Palais des sports, Minsk Affluence : 3 300 Arbitrage : Abrahamsen, Kristiansen |
| 13 mars 2011 15h00 | Rutenka 9   | (12–14) | Goepfert, Kurth 5 | Palais des sports, Minsk Affluence : 3 300 Arbitrage : Abrahamsen, Kristiansen |
| 13 mars 2011 15h00 | ×3 ×5       | Rapport | ×3 ×6             | Palais des sports, Minsk Affluence : 3 300 Arbitrage : Abrahamsen, Kristiansen |

| 8 juin 2011 20:00 | Suisse      | 29 – 32 | Russie      | Schachenhalle, Aarau Affluence : 1 600 Arbitrage : Jurinovic, Mrvica |
| 8 juin 2011 20:00 | Graubner 10 | (16–16) | Igropoulo 9 | Schachenhalle, Aarau Affluence : 1 600 Arbitrage : Jurinovic, Mrvica |
| 8 juin 2011 20:00 | ×3 ×2       | Rapport | ×3          | Schachenhalle, Aarau Affluence : 1 600 Arbitrage : Jurinovic, Mrvica |

| 8 juin 2011 21:15 | Biélorussie       | 29 – 33 | Danemark   | Palais des sports, Minsk Affluence : 9 300 Arbitrage : Badura, Ondogrecula |
| 8 juin 2011 21:15 | Brouka, Rutenka 6 | (14–13) | Nøddesbo 7 | Palais des sports, Minsk Affluence : 9 300 Arbitrage : Badura, Ondogrecula |
| 8 juin 2011 21:15 | ×2                | Rapport | ×3         | Palais des sports, Minsk Affluence : 9 300 Arbitrage : Badura, Ondogrecula |

| 12 juin 2011 16h50 | Danemark   | 34 – 29 | Suisse             | Ballerup Super Arena, Ballerup Affluence : 5 700 Arbitrage : Cacador, Nicolau |
| 12 juin 2011 16h50 | Nøddesbo 7 | (20–12) | Goepfert, Schmid 6 | Ballerup Super Arena, Ballerup Affluence : 5 700 Arbitrage : Cacador, Nicolau |
| 12 juin 2011 16h50 | ×1 ×3      | Rapport | ×2 ×1              | Ballerup Super Arena, Ballerup Affluence : 5 700 Arbitrage : Cacador, Nicolau |

| 12 juin 2011 17h00 | Russie      | 35 – 27 | Biélorussie | Olimpiysky Sport Palace, Tchekhov Affluence : 1 500 Arbitrage : Krstic, Ljubic |
| 12 juin 2011 17h00 | Igropoulo 9 | (20–14) | Rutenka 8   | Olimpiysky Sport Palace, Tchekhov Affluence : 1 500 Arbitrage : Krstic, Ljubic |
| 12 juin 2011 17h00 | ×3 ×2       | Rapport | ×3 ×2       | Olimpiysky Sport Palace, Tchekhov Affluence : 1 500 Arbitrage : Krstic, Ljubic |